# Wilhelm Georg Ritter
Pour les articles homonymes, voir Ritter.
Wilhelm Georg Ritter, né le 18 février 1850 à Marbourg et mort le 16 juin 1926 à Moritzburg près de Dresde, est un peintre post-romantique allemand appartenant à l'école de Willingshausen (de) et à l'école de Goppeln. 

## Biographie

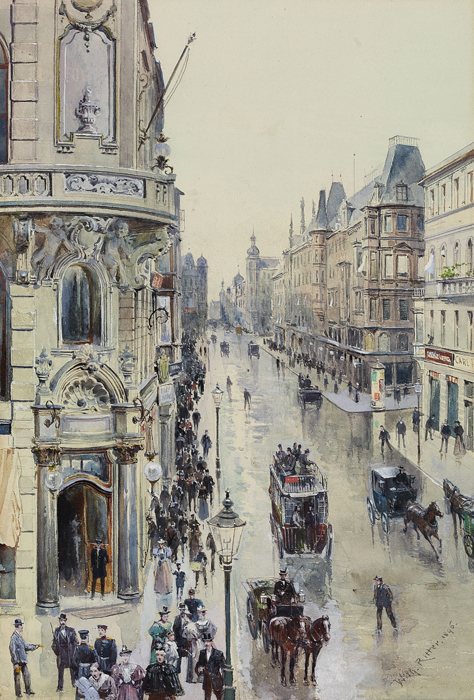
Scène de rue à l'angle de la Friedrichstraße et de la Taubenstraße de Berlin (1896)

Ritter fait son apprentissage à l'académie royale de Bavière à Munich de 1868 à 1873 et reçoit l'enseignement de Ramberg, puis il étudie à Berlin. Il passe un an à Funchal à Madère (1877-1878), et s'installe en 1880 à Weimar, où il fait la connaissance de son futur beau-frère, le peintre Otto Piltz (de). En 1883, il s'installe à Dresde sur les conseils de Carl Bantzer. Quelques mois plus tard, il épouse Anna Schilling, peintre sur porcelaine. Ils vont s'occuper pendant de nombreuses années d'une école de peinture.
Ritter réunit à partir de 1892 de nombreux peintres pendant les vacances d'été et de nombreux courts séjours à Willingshausen, où l'école de Willingshausen est en train de fleurir. Ritter habite dans le village voisin de Forsthof. Il rejoint plus tard l'école de  Goppeln. Il aime peintre la nature et des scènes de vie paysanne, dont beaucoup sont vêtus du costume de la Schwalm. En 1910, il peint des paysages de Wiera. Ritter est à la fois peintre et dessinateur de talent. Il apprend de son ami peintre Vuillermet la technique de la réduction d'un dessin au format d'un timbre-poste et ensuite de composer un tableau plus grand avec tous les détails et la justesse des couleurs. Ce paysagiste, qui n'est ni académique, ni simplement réaliste, compose des atmosphères empreintes de romantisme et de rêveries avec quelques personnages peu visibles peints dans de grandes scènes architecturés.  
Il reçoit le titre de professeur de la part du roi Frédéric-Auguste III de Saxe. Wilhelm Georg Ritter était proche de Carl Bantzer.

## Source
- (de) Cet article est partiellement ou en totalité issu de l’article de Wikipédia en allemand intitulé « Wilhelm Georg Ritter » (voir la liste des auteurs).